# Фест (город)
Фест (греч. Φαιστός, в надписях линейным А и Б: PA-I-TO) — древний город на юге Крита, один из центров минойской цивилизации. Расположен у побережья залива Месара Ливийского моря в центральной части острова, на равнине Месара в периферийной единице Ираклион. Древнейшие поселения относятся к 4-му тысячелетию до н. э., с начала 2-го тысячелетия до н. э. Фест становится одним из крупнейших центров минойской цивилизации.
Дворец Феста, второй по величине после Кносского, разрушен в XV веке до н. э. в результате сильнейшего землетрясения, однако город продолжал существовать, хотя и утратил значение, вплоть до византийской эпохи.
Обнаружен и раскопан археологической экспедицией Федерико Хальбхерра в начале XX века. Частичные раскопки дворцов и портовых сооружений проводились с 1900 года. Одно из важнейших открытий экспедиции — Фестский диск. Доступ на места раскопок платный.

## География
Руины Феста находятся на территории общины Фестос в периферийной единице Ираклион, недалеко от южного побережья центральной части острова на плодородной земле равнины Месара. Центральную часть поселения занимает дворцовый комплекс.
Другой, меньший по размерам минойский дворцовый комплекс находится в 3 км к северо-западу от Феста, на соседнем холме. Его минойское название неизвестно, до наших дней дошло только византийское — Агия-Триада. Дворцы были связаны мощёной дорогой.
Античная гавань поселения, Комо, находилась примерно в 6 км к юго-западу от Фестского дворца на берегу Ливийского моря, к северу от сегодняшней деревни Матала.

## История
Уже в позднем неолите, примерно с 4000 года до н. э. равнина Месара и холм Фест (также называемый Кастри) были заселены. Первые обнаруженные здесь раннеминойские артефакты, датируются 3000 годом до н. э. По преданиям город Фест был основан владыкой Крита Миносом, название своё получил позднее в честь Феста из Тарны в Меонии, сына Бора, убитого в ходе Троянской войны Идоменеем, внуком Миноса, также критским царём. Первым царём Феста, согласно легендам, был Радамант, брат Миноса. По Гомеру, город принял участие в Троянской войне во времена владычества Идоменея. В нижних культурных слоях были обнаружены остатки поселений неолита и додворцового периода (2600—2000 гг. до н. э.). В частности, в южной части центрального двора Фестского дворца была найдена круглая неолитическая хижина.

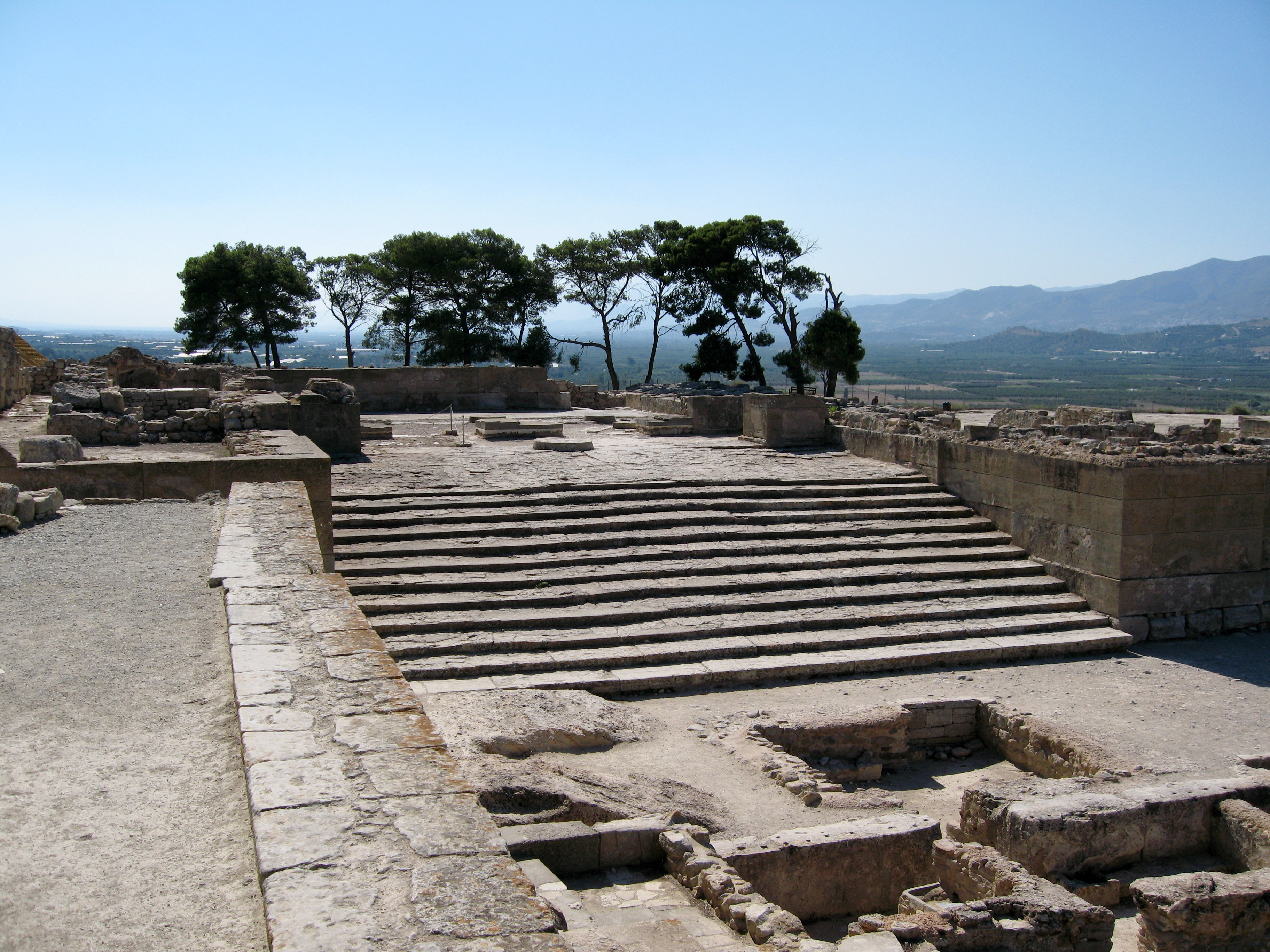
Лестница

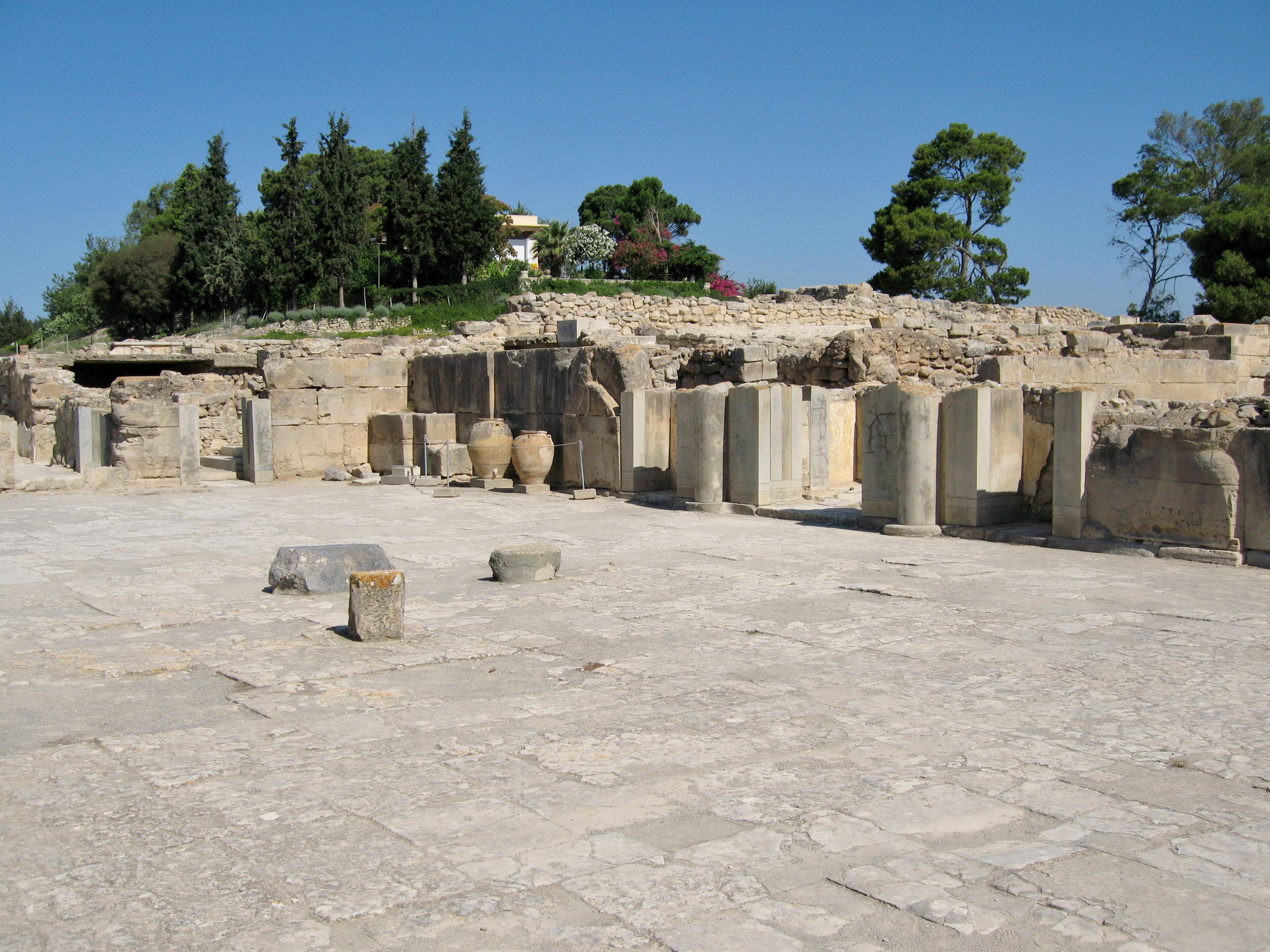
Главный двор

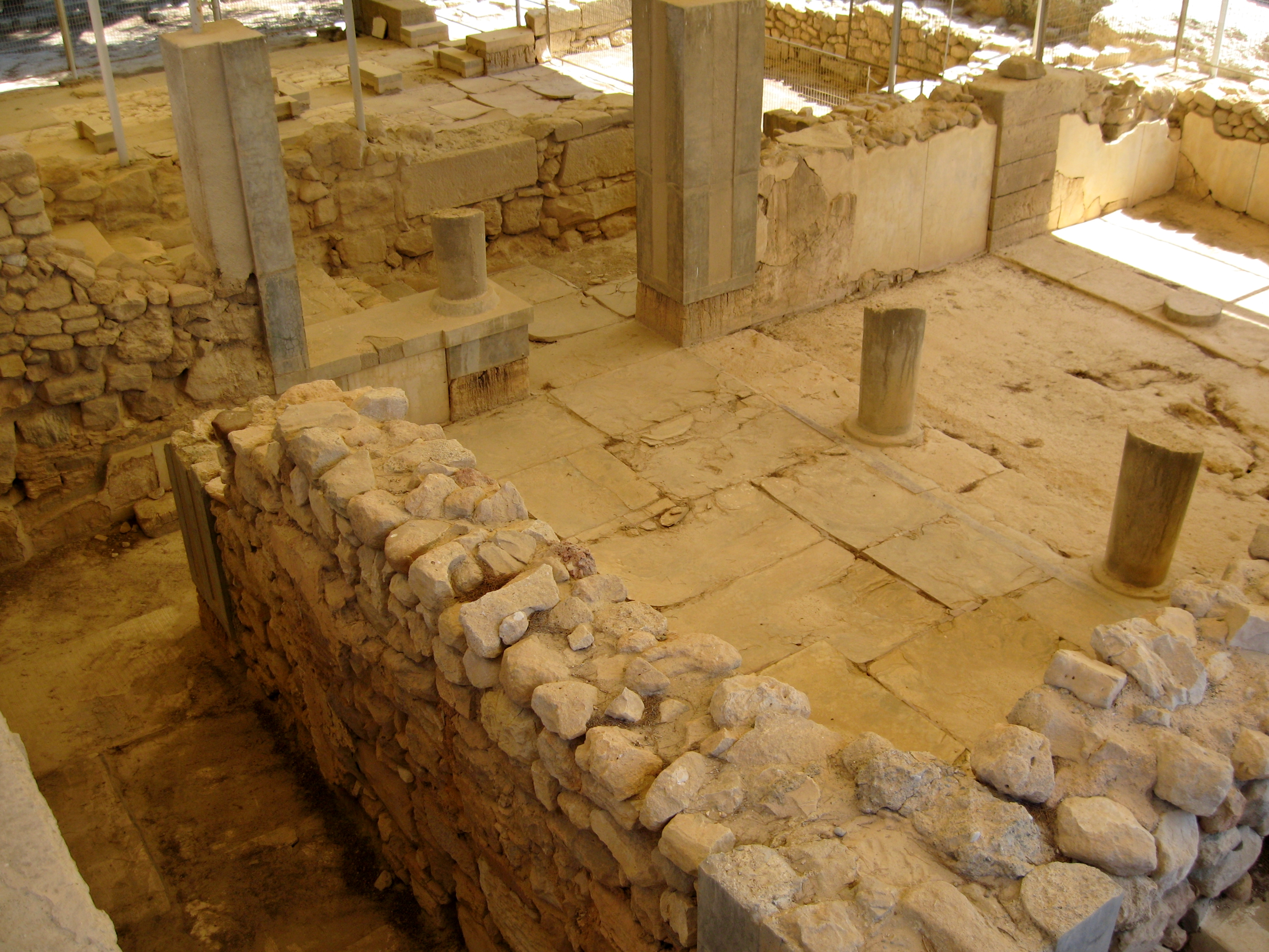
«Покои царицы»

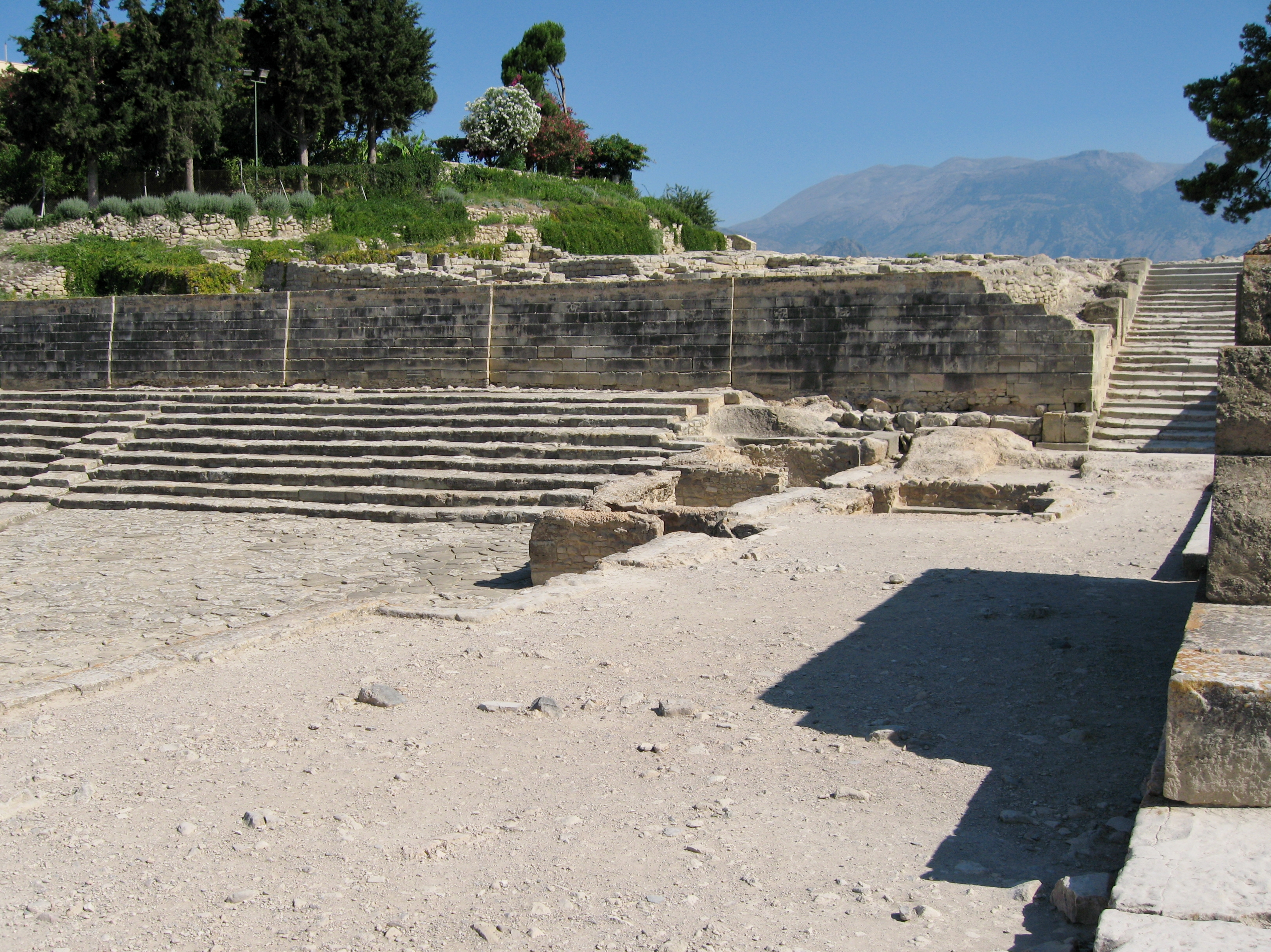
Западный двор с «Театром»

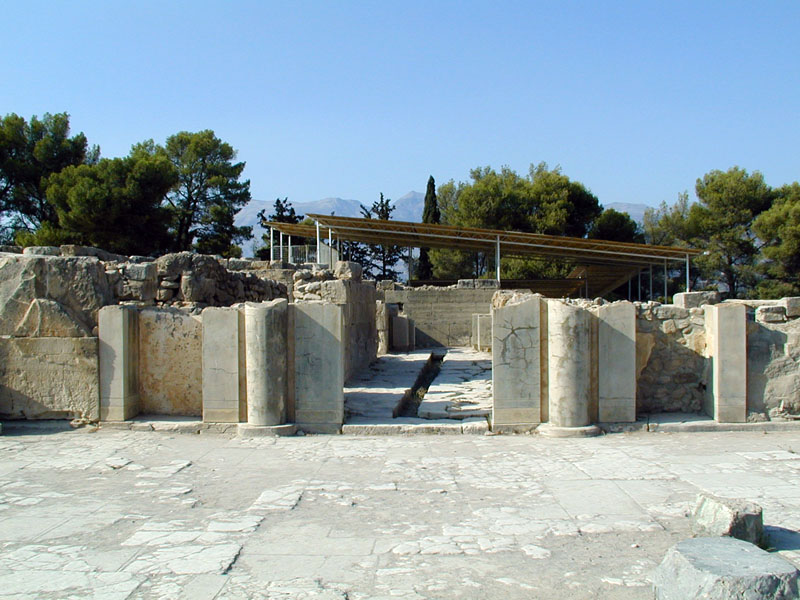
Вход во дворец

Первый дворец в Фесте появился в раннедворцовый период (1900—1700 годах до н. э.), с расцветом минойской культуры. Археологи датируют его 1900—1850 годами до н. э. В это время Фест по своей значимости для минойского мира по крайней мере не уступал Кноссу.
Первый раз Дворец был разрушен в 1700 году до н. э. в результате крупнейшего землетрясения. Единичные попытки восстановления дворца в XVII веке до н. э. не увенчались успехом.
Около 1600 года до н. э. в Фесте началась постройка нового роскошного дворца, но она так и не была завершена. В это же время появился дворец в Агия-Триаде, который был обширнее фестского и расположен в непосредственной близости к городу. Исследователи полагают, что в это время туда была перенесена резиденция властителя, а «старый» Фест стал религиозным и торговым центром.
Новодворцовый период минойской истории продолжался примерно с 1700 года по 1430 год до н. э. После извержения вулкана на острове Санторин между 1628 и 1500 годами до н. э. и последовавших мощнейшего землетрясения и огромного цунами дворец в очередной раз был разрушен. Пожар 1450 года до н. э., уничтожил Фестский дворец окончательно, как и другие дворцы Крита. До настоящего времени точная причина пожаров в 1450 года до н. э. не установлена. После пожара 1450 года до н. э. дворец не восстанавливали. После 1450 года до н. э. наступил закат минойской цивилизации. Современные учёные связывают это с массовым исходом минойцев с Крита.
В 1450—1425 годах до н. э. остров был захвачен микенскими греками. Фест, как господствующий город южного Крита, заключённый между горными массивами Крионеритис (Κρυονερίτης, 1228 метров) и Дикти, с важнейшей гаванью Комо, был основной целью наступления ахейцев.
Поселение на склонах холма продолжало существовать и в послеминойскую эпоху — в период тёмных веков (геометрический) и в классический период древнегреческой истории. Администрация города находилась, вероятно, в Агия-Триада, где были мегароны царя и царицы, а также рыночная площадь.
Примерно с 1200 года до н. э. на Крите существовала микенская цивилизация, вероятно представлявшая собой смешение местной минойской с культурой ахейских иммигрантов. Микенская цивилизация постепенно приходила в упадок и примерно с 1000 года до н. э. Крит стал заселяться дорийцами. Этот отрезок времени — почти что белое пятно в историографии Феста и Греции в целом.
С конца гомерического и начала архаического периода Фест развивается как и другие греческие города, и становится крупным городом-государством — полисом. Уже в геометрический век (в 900—750 годах до н. э.), в западной части бывшего дворцового двора появились жилые кварталы, существовавшие и в архаический (750—500 годах до н. э.) и классический периоды (500—336 годах до н. э.). В VII веке до н. э. возникали новые улицы, возводилась храмы, в том числе храм богини Реи к югу от центрального двора старого дворца.
Фест контролировал залив Месара от мыса Мелиса у Айос-Павлос (Άγιος Παύλος) до мыса Литинон, к югу от Маталы. Граница с основным конкурентом, полисом Гортина, проходила по области города Мире. В классический и последующий эллинистический (336—146 годах до н. э.) периоды Фест входил в союз городов Крита. В 180 году до н. э. город оказался в подчинении своего восточного соседа Гортины, ставшем во время римского владычества (с 67 года до н. э.) столицей Крита. Города-государства управлялись из Рима и Фест продолжал существовать как скромное поселение, в тени Гортины.

## Археология

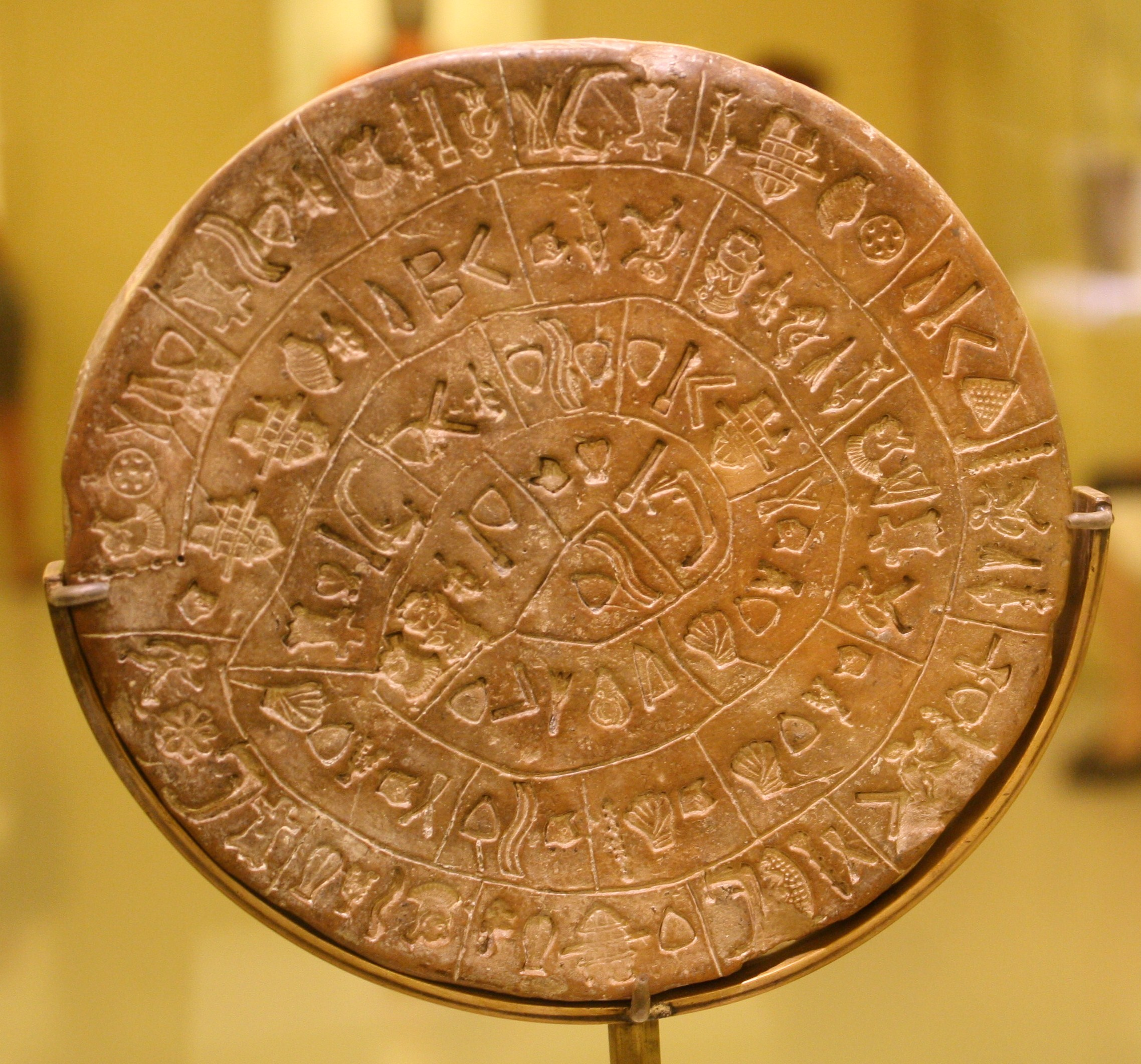
Фестский диск. Археологический музей Ираклиона

Первые раскопки в Фесте начинались в 1900 году. Их проводила Итальянская археологическая школа в Афинах под руководством Федерико Хальбхерра и Луиджи Пернье. Чтобы добраться до культурных слоёв минойской эпохи, более поздние постройки были снесены. Были открыты части как старого, так и нового дворца. Руины нового дворца занимали большую часть площади раскопок. Некоторые здания послеминойского периода были сохранены, например более поздний греческий храм Реи и одна из построек в верхней части двора.
Важнейший результат работы экспедиции — открытие в 1908 году знаменитого Фестского диска, с отпечатанными знаками неизвестного письма. Большей частью исследователей диск датирует 1700 годом до н. э. В настоящее время он находится в Археологическом музее Ираклиона, как и большая часть найденной в Фесте керамики.
С 1952 года раскопки в Фесте проводил Доро Леви. Он исследовал, в первую очередь, старый дворец и окрестности города. С 1970-х годов работа сосредоточена на освобождении окрестностей дворцового холма, на склонах которого обнаружено много построек геометрического и классического периодов. Эти раскопки продолжаются и по сей день.

### Дворец
Руины Фестского дворца занимают площадь 8400 м², по своим размерам он уступал только дворцу в Кноссе.

## Туризм
Территория дворца открыта для туристов, вход платный. Лагерь археологов, расположенный поверх дворцового комплекса, перестроен в туристический павильон.